# Mario Cipriani
Mario Cipriani (* 29. Mai 1909 in San Giusto di Prato; † 10. Juni 1944 in Ferrara) war ein italienischer Radrennfahrer und nationaler Meister im Radsport.

## Sportliche Laufbahn
Cipriani war im Straßenradsport aktiv. Als Amateur siegte er in den Eintagesrennen Coppa Zucchi und Giro del Casentino 1928. Cipriani fuhr von 1929 bis 1931 als Unabhängiger. 1932 wurde er Berufsfahrer im Radsportteam Ganna und blieb bis 1943 als Radprofi aktiv.
1931 gewann er die nationale Meisterschaft im Straßenrennen der Unabhängigen. Er war in jener Saison im Giro del Piemonte erfolgreich und gewann die Rennen Giro delle Due Provincie di Prato (auch 1933 und 1934), Giro delle Due Provincie di Messina und eine Etappe im Giro di Campania. 1932 holte er den Sieg im Rennen Milano–Modena. 1933 gewann er eine Etappe im Giro d’Italia und im Rennen Predappio Alta–Roma. 1934 war seine erfolgreichste Saison mit Siegen in den Rennen Mailand–Turin, Giro di Toscana, Giro delle Alpi Apuane und in der Coppa Romolo Lazzaretti. Den Giro di Toscana gewann er 1935 erneut vor Giuseppe Martano. Sein letzter Sieg als Profi gelang ihm 1937 in der Coppa Zucchi.
In der Lombardei-Rundfahrt 1934 wurde er hinter Learco Guerra Zweiter. 1934 wurde er Vize-Meister im Straßenrennen hinter Learco Guerra.
Bei Mailand–Sanreamo 1935 wurde er beim Sieg von Giuseppe Olmo Dritter. Im Giro del Lazio 1935 und Mailand–Turin 1936 kam er auf den 3. Platz. 
Im Giro d’Italia startete er sechsmal. 1931 wurde er 18., 1932 18., 1933 9., 1935 12., 1937 25. des Gesamtklassements, 1934 schied er aus.
In der Tour de France 1935 schied er aus. Er starb im Juni 1944 in Ferrara, während des Zweiten Weltkriegs, bei einem Luftangriff.